# آماکوسا ماساهیکو
آماکوسا ماساهیکو (به ژاپنی: 甘粕 正彦, Amakasu Masahiko); ۲۶ ژانویهٔ ۱۸۹۱ – ۲۰ اوت ۱۹۴۵) افسر نیروی زمینی امپراتوری ژاپن اهل ژاپن بود.

## حادثه آماکاسو

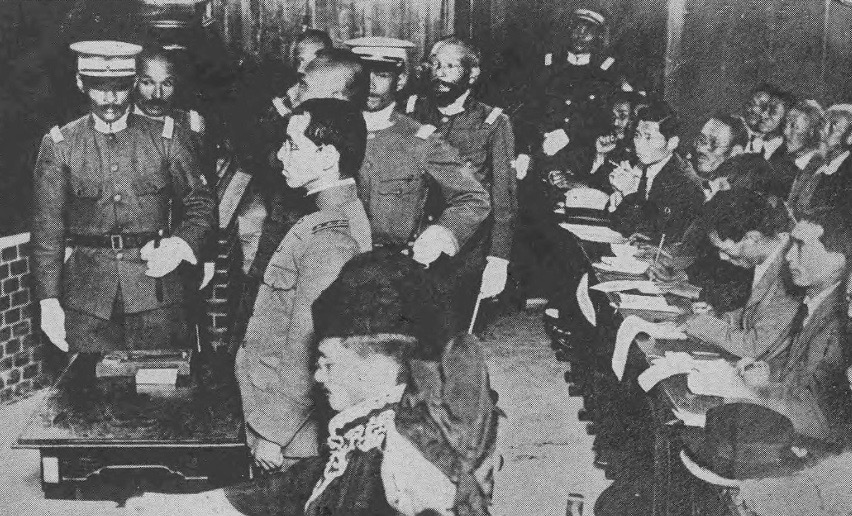
دادگاه نظامی حادثه آماکاسو

حادثه آماکاسو قتل دو آنارشیست و یک پسر جوان توسط پلیس نظامی، به رهبری ستوان آماکوسا ماساهیکو، در سپتامبر ۱۹۲۳ بود. قربانیان اوسوگی ساکائه، رهبر غیررسمی جنبش آنارشیست ژاپنی، همراه با آنارشیست-فمینیسم ایتو نوئه (همسرش)، و برادرزاده خردسال اوسوگی بودند.
به دنبال زلزله ویرانگر زمین‌لرزه بزرگ کانتو در اوایل سپتامبر ۱۹۲۳، مقامات ژاپنی در هرج و مرج بعدی مخالفان و کره ای‌ها را در قتل‌عام کانتو قتل‌عام کردند. ایتو نوئه، اوسوگی و برادرزاده اش در شانزدهم سپتامبر دستگیر شدند. به گفته هارومی ستواوچی، نویسنده و فعال، آماکوسا ماساهیکو و برادرزاده ۶ ساله او دستگیر و مورد ضرب و شتم قرار گرفتند و توسط جوخه پلیس نظامی به رهبری ستوان آماکوسا ماساهیکو در چاه متروکه انداخته شدند. به گفته پاتریشیا مورلی، محقق ادبی، ایتو و آماکوسا در سلول‌های خود خفه شدند.
آنچه که در هر دو گزارش اتفاق نظر دارند این است که هر دو یا همه زندانیان بدون حتی رسمیت دادرسی به طرز وحشیانه ای اعدام شدند، جایی که محکومیت و حکم اعدام در مورد دو بزرگسال احتمالاً یک نتیجه قبلی بود. این واقعه به عنوان واقعه آماکاسو شناخته شد و خشم بسیاری را برانگیخت.

## عفو
به دنبال اعتراض سراسری، آماکوسا ماساهیکو در دادگاه به ۱۰ سال زندان محکوم شد. سه سال بعد که هیروهیتو به امپراتور ژاپن تبدیل شد، آماکاسو آزاد شد. وی در فرانسه تحصیل کرد و به عنوان نماینده ویژه نیروی زمینی امپراتوری ژاپن در منچوری انتخاب شد. هنگامی که ژاپن در اوت ۱۹۴۵ تسلیم شد، خود را با پتاسیم سیانید کشت.